# La donna della spiaggia
La donna della spiaggia (The Woman on the Beach) è un film del 1947 diretto da Jean Renoir.

## Trama
Scott Burnett  è un ufficiale della Guardia Costiera. 
Soffre di incubi ricorrenti che riguardano la traumatica esperienza vissuta nella guerra appena finita: una nave avanza in un mare agitato, scoppia una mina, la nave è colpita e affonda. Vede se stesso sprofondare e camminare su scheletri in fondo al mare, mentre una donna bionda vestita di bianco gli si fa incontro. Divampa un incendio e lui si sveglia in preda all'angoscia.
Eva, la figlia di un costruttore di battelli che lavora nel cantiere del padre, è la sua fidanzata. Col suo carattere dolce e positivo gli trasmette una sicurezza e una calma che lo aiutano a superare l'inquietudine e la tensione nervosa. Eva ha una forte somiglianza con la bionda spettrale dei suoi incubi.
Cavalcando in riva al mare sul suo cavallo, un giorno Scott incontra Peggy Butler, una donna bruna, la moglie misteriosa di Tod, un pittore newyorkese cieco.  Peggy si sente colpevole della cecità del marito provocata da lei stessa, quando, ubriaca, nel corso di una lite, gli aveva scagliato in faccia un bicchiere tagliente.
I due scoprono molte affinità e sentono una forte attrazione. Il pittore cerca di fare amicizia con Scott per capire fino a che punto potrebbe arrivare la relazione con sua moglie.
Scott sospetta che Tod non sia cieco e lo finga per tenere legata Peggy. Durante una gita lo conduce vicino al bordo di una scogliera, convinto che egli sia in grado di evitare il dirupo.  Tod cade veramente.
Un secondo tentativo di omicidio-suicidio avviene quando Scott invita Tod a una battuta di pesca su una piccola barca in un giorno di tempesta.
Il tentativo non riesce perché Peggy avvisa le autorità. Tod e Scott sono salvati dalla Guardia Costiera. Eva fa parte della squadra di soccorso.
Tod, con un gesto imprevedibile, brucia tutti i suoi quadri insieme con la casa nella quale lui e Peggy vivono. Peggy cerca inutilmente di fermarlo e di salvare i dipinti che valgono una fortuna. A Scott che gli domanda perché l'abbia fatto,  Tod confessa che i dipinti erano un simbolo dell'ossessione della sua precedente vita vedente. Ora che l'ossessione con il suo passato  è stata eliminata, è libero di andare avanti con la sua vita. Chiede a Peggy di portarlo a New York, dove hanno bei ricordi. Peggy lo abbraccia e lo segue. Anche Scott ritroverà  la comprensione e la dolcezza di Eva.

## Produzione
Ultimo film americano di Renoir per la casa cinematografica RKO.
Il regista lamentò pesanti intromissioni dei produttori che lo costrinsero a tagliare molte scene, a rigirarne altre, a montarlo due volte.

### Soggetto
Il soggetto è tratto dal romanzo None Too Blind di Mitchell Wilson.
Del romanzo Renoir dice:
«Era meno semplice di quello che avevo immaginato. Il soggetto trattato era la solitudine. È una delle grandi preoccupazioni della nostra epoca. [...] Quel soggetto era il contrario di ciò che fino ad allora avevo cercato nel cinema. In tutti i miei film precedenti mi ero sforzato di rendere percettibili i legami che congiungono un individuo al suo ambiente».

### Riprese
Febbraio-aprile 1946.

### Prima
La prima si ebbe l'8 giugno 1947, Palace, New York.

## Accoglienza
Il film fu un insuccesso.
Renoir lo commenta così:
«Il fiasco di La femme sur la plage segnava la fine della mia avventura hollywoodiana. Non avrei mai più girato in un teatro di posa americano. Quello che mi rimproveravano non era solo il fallimento de La femme sur la plage. Zanuck, che di registi se ne intendeva, spiegò il mio caso a un gruppo di gente del cinema. Era un apprezzamento lusinghiero, e non esito a menzionarlo: "Renoir - disse - ha molto talento, ma non è dei nostri"».

## Critica
André Bazin:
«È un film strano, ostinato, sincero, sotterraneo, ma oscuro. Renoir dice che ha voluto raffigurare l'attrazione sessuale pura, ma fra chi e chi? La sensualità certo è presente ma si sposta dall'uno all'altro come una palla di fuoco oscura. Non si sa dove sia».
François Truffaut:
«Ciò che mi piace in The woman on the beach è che si vedono contemporaneamente due film. Il dialogo non parla mai d'amore, i personaggi si scambiano parole cortesi, educate. L'essenziale non è dunque nelle battute che pronunciano ma negli sguardi che si scambiano e che esprimono cose torbide, segrete e tuttavia molto precise.»

## Temi e personaggi
Giorgio De Vincenti:
«La malattia attraversa il film da capo a fondo, ne costituisce l'argomento e il clima [...] E la malattia di questi personaggi ha a che fare con il passato: l'abisso di Burnett, che non dipende solo dal trauma rimosso, ma riassume il suo rapporto irrisolto con la femminilità, la sensualità e il mistero; il senso di colpa coltivato da Peggy con perversione masochistica e con un'ambiguità da cui non è alieno un certo interesse economico che la porta sull'orlo del delitto; il vittimismo violento e compiaciuto di Butler che solo alla fine avrà il coraggio di tagliare con il suo passato...»

## Sequenza iniziale
Daniele Dottorini:
«Cosa c'è di più fantastico della sequenza d'apertura de La donna della spiaggia? Il sogno di Robert Ryan che precipita sul fondo dell'oceano ed incontra una giovane e bellissima donna che si avvicina a lui camminando sul fondale marino è un'immagine che si rivela essere un sogno, ma la cui atmosfera non abbandona il film, perché la luce in cui La donna della spiaggia è immerso, la dimensione onirica e delirante che lo pervade, rimangono ben ancorate al suo interno».

## Tecnica cinematografica
Jacques Rivette:
«Il primo film di una trilogia di capolavori. Per quanto mutilato, rispetto al film iniziale, lo si può giudicare come Greed di Stroheim. [...] È il punto d'arrivo di ciò che non osiamo chiamare il secondo tirocinio di Renoir: ogni virtuosismo tecnico sembra abolito, i movimenti di macchina, rari e brevi, lasciano definitivamente la parte alta dello schermo al raccordo sull'asse o al classico campo-controcampo. Ormai Renoir pone dei fatti, gli uni dopo gli altri, e la bellezza nasce qui dall'intransigenza; non c'è altro che una successione bruta di atti; ogni piano è un evento».